# Лёгкий, Вячеслав Иванович
Вячесла́в Ива́нович Лёгкий (10 августа 1946, Баку) — советский футболист и тренер, мастер спорта СССР (1968).

## Карьера

### Клубная
Воспитанник бакинского футбола. Его первым профессиональным клубом стал «Нефтяник» из Баку. В 1966 году, в свой первый сезон за бакинский клуб, Лёгкий стал бронзовым призёром чемпионата СССР, хотя в играх участия не принимал. В общей сложности за «Нефтяник», который в 1968 году был переименован в «Нефтчи», провёл 8 сезонов и сыграл 110 матчей. Карьеру завершил в 1976 году в махачкалинском «Динамо». 16 октября 2012 года в преддверии отборочного матча ЧМ-2014 Россия — Азербайджан на 9-м поле олимпийского комплекса «Лужники» принял участие в товарищеской встрече прославленных ветеранов обеих стран, матч закончился со счётом 2:0 в пользу ветеранов из России.

### Тренерская
В 1977 году стал тренером махачкалинского «Динамо». В 1992 году возглавлял «Каспий» из Каспийска. С 1993 по 1994 годы тренировал «Анжи» из Махачкалы, в 1994 году работал под руководством Ахмеда Алескерова, однако по ходу сезона азербайджанский тренер покинул Дагестан, а «Анжи» закончил год во главе с Лёгким. В 1995 году был главным тренером «Дербента», который выступал в Третьей лиге России.

## Достижения
- Бронзовый призёр чемпионата СССР: 1966